# Alhama de Granada
Alhama de Granada er en by og kommune i det sydøstlige Spanien i provinsen Granada. Den har et indbyggertal på 5.657 (2024) indbyggere.